# Bandar-e Dayyer
Bandar-e Dayyer (persiska: بندر دَیِّر ), eller bara Dayyer ( دَیِّر ), är en hamnstad vid Persiska viken i södra Iran. Den är administrativ huvudort för Dayyer shahrestan i provinsen Bushehr.